# Filetto (taglio di carne)

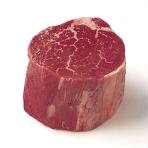
Filetto di manzo.

La zona del taglio del controfiletto.

Il filetto è un tipo di taglio di carne, principalmente di bovino ma anche di suino o di altro animale (es. selvaggina come la lepre o il cervo), proveniente dalla zona lombare dell'animale. Per analogia, si parla di "filetto" anche con riferimento alle parti più tenere della carne di pollo o altro uccello edule, ossia a quelle intorno alla "carena" o cresta sternale (cartilagine sporgente) del petto oppure a quelle della coscia disossata ("filetto di coscia").
Filetto (nel senso indicato sopra per i volatili) è anche il "magret", preparazione culinaria francese (di origine guascone, dunque diffusa anche nella Spagna settentrionale) che consiste in una parte del petto dell'anatra od oca messa all'ingrasso (per ricavarne anche il "fegato grasso" o foie gras, conservando sotto grasso il resto della carne per farne il "confit") generalmente cotta "al sangue" oppure affumicata.
Il taglio interessa il muscolo grande psoas anteriore fino alla vertebra lombare, vicino al rene. Poiché tale muscolo durante la vita dell'animale non viene quasi mai allenato rimane, nel consumo, particolarmente tenero.
L'utilizzo varia dagli arrosti alle bistecche. La bistecca alla fiorentina, ad esempio, comprende sia filetto che controfiletto.